# 百石元
百石 元（ひゃっこく はじめ、1958年11月24日 - ）は、日本の作曲家、編曲家、ギタリスト、音楽プロデューサー。F.M.F所属。

## 提供作品
AKB48グループ
- AKB48
  - 「PARTYが始まるよ」（編曲）
  - 「目撃者」（編曲）
  - 「腕を組んで」（編曲）
  - 「ボーイフレンドの作り方」（編曲）
  - 「エンドロール」（編曲）
  - 「制服レジスタンス」（編曲）
  - 「毒蜘蛛」（編曲）
  - 「片思いの対角線」（編曲）

- SDN48
  - 「オールイン」（編曲）

- ノースリーブス
  - 「3seconds Remix」（編曲）

Crystal Kay
- 「Holiday Fighter」（作曲）

近藤ナツコ
- 「いつかFall in Love」（編曲・キーボード）
- 「スーパー・ラヴ・ロマンス」（編曲・キーボード）
- 「Sunshine of My Love」（編曲・キーボード）
- 「Brandnew Star」（編曲・キーボード）

さくら学院
- 「Hana*Hana」（共作曲・共編曲）（ebaとの共作）

しあわせクロワッサン
- 「海の香りのキャンドル」（編曲）
- 「夢見る手紙」（編曲）
- 「君とじゃなくちゃ」（編曲）

柴田恭兵
- 「CINDERELLA LIBERTY」（作曲・コーラス編曲）

SHU-I
- 「Brand New Page」（編曲）

推定少女
- 「情報」（編曲）
- 「しょうちのすけ」（作曲・編曲）
- 「初めてのブラジャー」（作曲）

SMAP
- 「IT'S COOL」（編曲）

乃木坂46
- 「制服のマネキン」（編曲）
- 「世界で一番 孤独なLover」（編曲）
- 「何度目の青空か?」（編曲）

速水奨
- 「November 13th」（編曲）
- 「あの頃の女神」（編曲）

久川綾
- 「これは これで ありかな なんて…」（編曲）
- 「Party! Party!」（編曲）
- 「Voice in the Paradise」（作曲）
- 「月の夜に」（作曲）
- 「やつはスゴいんだ 〜He is a challenger〜」（編曲）
- 「Voice in the Paradise (Rock Version)」（作曲・編曲）
- 「ぼくらの駄菓子屋」（編曲）
- 「ニュートラル」（作曲・編曲）

ブラックビスケッツ
- 「Romantic」（編曲）

まりまゆ
- 「Angel Kiss」（編曲）

MISIA
- 「愛しい人」（松井寛と共編曲）

竜馬四重奏
- 「Neo Zipang」（編曲）

ロッカジャポニカ
- 「ボクタチ、ワタシイロ」（編曲・ギター）

### アニメ・ゲームソング関連
アイドル雀士スーチーパイ
- 「LONELY BOY LOVELY GIRL」（編曲）
- 「いつだって大丈夫」（作曲・編曲）
- 「きっと…」（編曲）
- 「忘れないで」（編曲）

赤ちゃんと僕
- 「find myself」（作曲・編曲）
- 「やればできる!」（作曲・編曲）
- 「I LOVE YOU ゆう大作戦!」（作曲・編曲）
- 「My Home Town」（作曲・編曲）

あじむ 〜海岸物語〜
- 「ふたりの序章」（作曲・編曲）

アニメ店長
- 「Dancin' For Your Number」（作曲）

アルカナ・ファミリア -フェスタ・レガーロ!-
- 「カモナシエスタ」（編曲）

アンジェリークシリーズ
- アンジェリーク エトワール
  - 「バルサミック・ムーンの魔力」（作曲・編曲）
  - 「永遠のカレンダー」（作曲・編曲）
  - 「ESPERANTO 〜晴れた日の海には希望が立ち昇る〜」（作曲・編曲）
  - 「オプティミストは奇跡を起こす」（作曲・編曲）
  - 「見上げてBLUE SKY」（作曲・編曲）

- アンジェリークデュエット
  - 「素敵になろう」（編曲）

- アンジェリークSpecial2
  - 「一生に一度のお願い」（編曲）
  - 「俺はツイてる!」（編曲）

- アンジェリーク トロワ
  - 「I wish 〜永遠の蕾〜」（作曲・編曲）
  - 「耳を澄まして」（作曲・編曲）

- アンジェリーク Twinコレクション
  - 「太陽への階段 〜Message of Silence〜」（編曲）

- アンジェリーク キス♡キスParadise
  - 「All night? All right! 〜夜を始めよう〜」（編曲）

いちご100%
- 「プラトニック・スキャンダル」（編曲）

うえきの法則
- 「Dirty Heroes」（編曲）

ウエディング・ドレスに紅いバラ
- 「MA・SA・KA!?」（作曲・編曲）
- 「ラッキーの合図」（編曲）

エクスドライバー
- 「狙撃手」（編曲）

KEYBOARDMANIA 2ndMIX
- 「VITALIZE」（作曲・編曲）

ギャラクシーエンジェルシリーズ
- 「Give me! チョコレート!」（編曲）
- 「エンジェル・クロニクル」（編曲）
- 「まっしぐら 」（編曲）
- 「Lunch Boxいっぱいの愛」（編曲）
- 「恋するレシピ」（編曲）
- 「黄昏Day Dream」（編曲）

GJ部
- 「GRADUATION COLOR」（作曲・編曲）

けいおん!
- 「いちばんいっぱい」（編曲）
- 「おはよう、またあした」（作曲・編曲）
- 「翼をください」（編曲）
- 「わたしの恋はホッチキス」（編曲）
- 「Sunday Siesta」（作曲・編曲）
- 「目指せハッピー100%↑↑↑」（作曲・編曲）
- 「Oui! 愛言葉」（編曲）
- 「しあわせ日和」（編曲）
- 「Shiny GEMS」（編曲）

ひなこのーと
- 「SHINING STAR」（作曲・編曲）

ヘタリアシリーズ
- 「Vorwarts Marsch!」（作曲・編曲）
- 「I'm your HERO☆」（作曲・編曲）

僕は友達が少ない
- 「漢の生きる道」（作曲・編曲）

魔界王子 devils and realist
- 「みんなともだち」（作曲・編曲）

ヤマノススメ セカンドシーズン
- 「Cocoiro Rainbow」（編曲）

## 音楽担当作品

### アニメ
- 繰繰れ! コックリさん[1]
- GJ部
- けいおん!シリーズ
  - けいおん!
  - けいおん!!
  - 映画けいおん!
- 冴えない彼女の育てかた
  - 冴えない彼女の育てかた♭
- ジュエルペット マジカルチェンジ
- NEW GAME!
- ナナマル サンバツ[2]
- ダイヤのA actII
- 戦翼のシグルドリーヴァ
- mono

### 映画
- 青空のルーレット
- 今日、恋をはじめます（Flying Pan名義）

### ゲーム
- モンスターハンター2